# Jay Kenneth Johnson
Jay Kenneth Johnson (ur. 24 lutego 1977 w Springfield) – amerykański aktor i wokalista funkowo-rockowej grupy Solid Jones, najlepiej znany jako Philip Kiriakis z opery mydlanej NBC Dni naszego życia (Days of Our Lives).

## Życiorys

### Wczesne lata
Urodził się i wychował w Springfield, w stanie Missouri jako najstarsze z trojga dzieci Kena Johnsona i Janice. Dorastał z młodszym bratem Jeffem i młodszą siostrą Jenną. Uczęszczał do kościoła baptystów w każdą niedzielę i zawsze wyobrażał sobie, że pewnego dnia będzie normalnie pracował. W 1995 ukończył szkołę średnią Kickapoo High School i college przy Southwest Missouri State na wydziale biznesu i teatru, a następnie podjął studia na Missouri State University. Porzucił jednak studia i przeniósł się do Los Angeles wbrew woli swoich rodziców.

### Kariera
Był modelem w reklamach, został zaangażowany do roli Brendona w operze mydlanej NBC Żar młodości (The Young and the Restless). Sześć miesięcy po przybyciu do Hollywood, został przesłuchany do roli Philipa Kiriakisa w operze mydlanej NBC Dni naszego życia (Days of Our Lives), którego grał w latach 1999-2002. Potem pojawił się jako Ethan Cox w melodramacie telewizyjnym Aarona Spellinga Hotel (2003).
W serialu Fox Gorące Hawaje (North Shore, 2004-2005) zagrał postać Chrisa Remsena, żądnego wrażeń biznesmena, który prowadzi firmę, zapewniającą specjalne atrakcje dla najzamożniejszych turystów. Na kinowym ekranie debiutował rolą Johnny'ego w filmie Cięcie (Hack!, 2007) u boku Seana Kanana (znany jako Deacon Sharpe z opery mydlanej CBS Moda na sukces).
W latach 2006–2007 występował jako dr Matthews w serialu medycznym Hoży doktorzy (Scrubs]). W 2007 powrócił na plan opery mydlanej NBC Dni naszego życia.
Jego ulubieni wokaliści to Lenny Kravitz, Anthony Kiedis, Jim Morrison i Robert Plant.

## Wybrana filmografia

### Seriale TV
- 1999: Żar młodości (The Young and the Restless) jako Brendon
- 1999-2002: Dni naszego życia (Days of Our Lives) jako Philip Robert Kiriakis #4
- 2000: Miami 7 jako Ethan
- 2004: Życie na fali (The O.C.) jako Vince
- 2004-2005: Gorące Hawaje (North Shore) jako Chris Remsen
- 2005: CSI: Kryminalne zagadki Nowego Jorku (CSI: NY) jako Paul Deacon
- 2005: Czarodziejki (Charmed) jako J.D. Williams
- 2006: CSI: Kryminalne zagadki Miami (CSI: Miami) jako Jason Hollings
- 2006-2007: Hoży doktorzy (Scrubs]) jako Dr Matthews
- 2007-: Dni naszego życia (Days of Our Lives) jako Philip Robert Kiriakis